# Leptopogon
Leptopogon là một chi chim trong họ Tyrannidae.